# Phisis pectinata
Phisis pectinata är en insektsart som först beskrevs av Guérin-Méneville 1832.  Phisis pectinata ingår i släktet Phisis och familjen vårtbitare. Inga underarter finns listade i Catalogue of Life.